# Schrankia monotona
Schrankia monotona là một loài bướm đêm trong họ Erebidae.